# Jota (música)

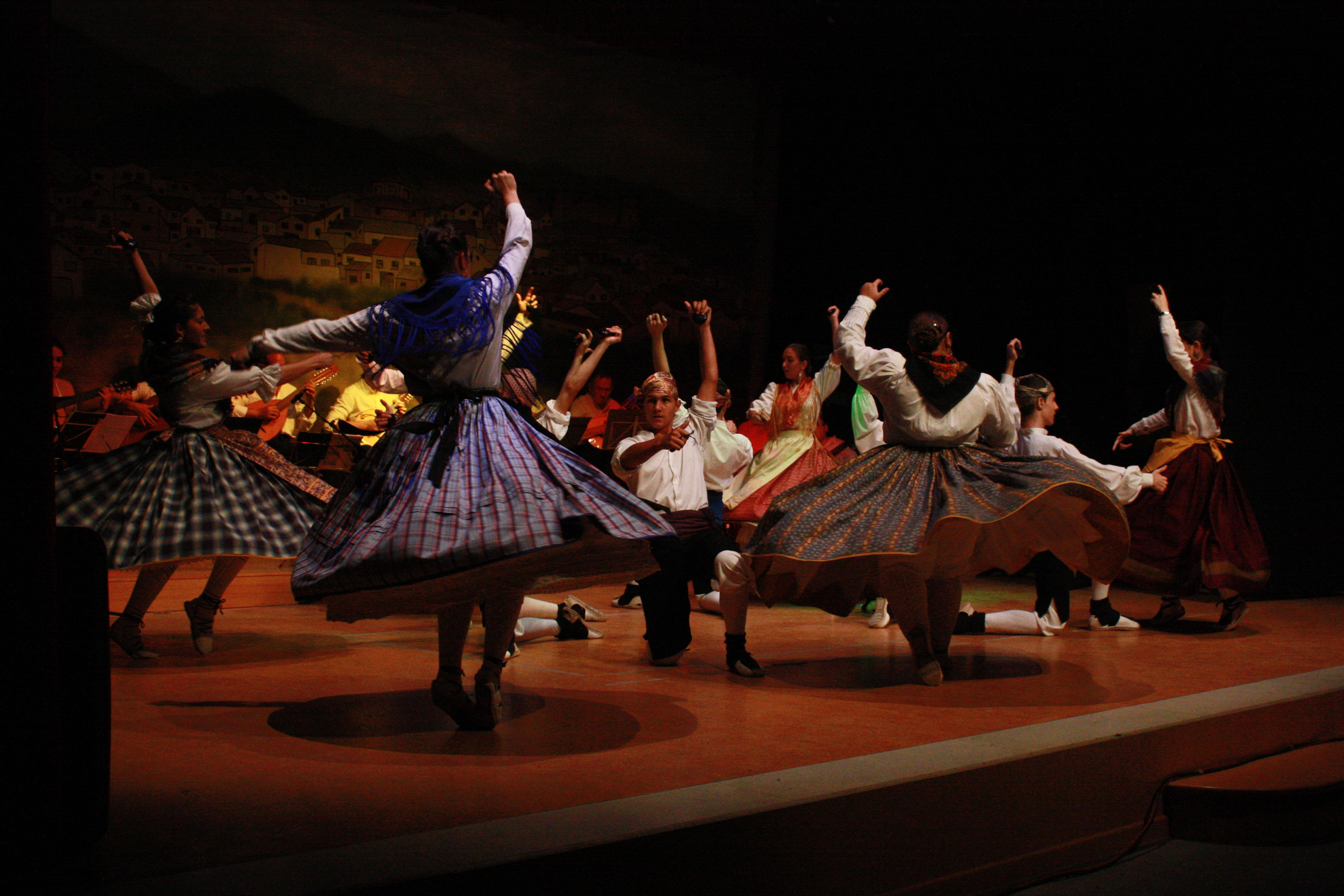
Jota aragonesa

A jota é uma dança espanhola praticada numa grande parte do território de Espanha, embora por vezes se associe especificamente a Aragão. Apresenta várias variações regionais, sendo provavelmente as jotas mais conhecidas e populares, além das de Aragão, são as de Valência, Navarra, Rioja, a "montanhesa" da Cantábria, Astúrias, Galiza, Castela, Estremadura,  Alta Andaluzia e Múrcia.
Entendida como uma representação cénica, a jota é cantada e bailada acompanhada de castanholas e é comum que os intérpretes se apresentem com trajes regionais. Em Valência, antigamente bailava-se a jota nas cerimónias e enterros. Também se bailava — e ainda baila — na Catalunha, especialmente na zona das Terras do Ebro (Amposta, Tortosa, etc.). Nas Canárias, as jotas e rondallas com características peculiares eram a parte mais destacada do folclore, embora atualmente estejam em declínio devido à proteção de outros estilos mais autóctones. Não obstante, nessas ilhas existe a isa, um tipo musical que deriva da jota. Nas Filipinas, os religiosos espanhóis transmitiram a jota aos tagalos, que a interpretam em rondallas acompanhada de instrumentos nativos.

## Etimologia
O nome provém do termo antigo xota, por sua vez proveniente do moçárabe *šáwta (salto), derivado do latim saltare. Algumas teorias dizem que a dança nasceu em Valência, e o nome provém do verbo xotar do valenciano antigo (lançar ou saltar), que passou para o castelhano como "jota".

## Características
O ritmo é usualmente acompassado em 3/4, embora alguns autores defendam que o 6/8 se adapta melhor à estrutura do ciclo coreográfico e estrófico. As harmonizações populares mais habituais cingem-se a acordes de primeira, quarta e quinta do modo maior com sétima dominante. Para a interpretação usam-se guitarras, bandurrias, alaúdes e dulzaina. Nas jotas castelhanas são também usados tambores. Nas jotas cântabras, asturianas e galegas são também usadas gaitas, requintas (pitu montañés), pandeiretas, tambores e bombos.
As versões de exibição são cantadas e bailadas com trajes regionais e castanholas, algo que não é habitual quando é praticada como diversão ou baile social. O conteúdo das canções é muito diverso, desde o patriotismo até à religião, passando por picardias sexuais. Prevalecem aquelas que são mais eficazes como geradores de coesão entre os que as bailam.
O passos executados pelos dançarinos assemelham-se aos da valsa, apesar da jota apresentar muito mais variação. A letra, quanto à forma, é usualmente escrita em quartetos octossilábicos, com o primeiro e terceiro versos assonantes.

## Autores não espanhóis

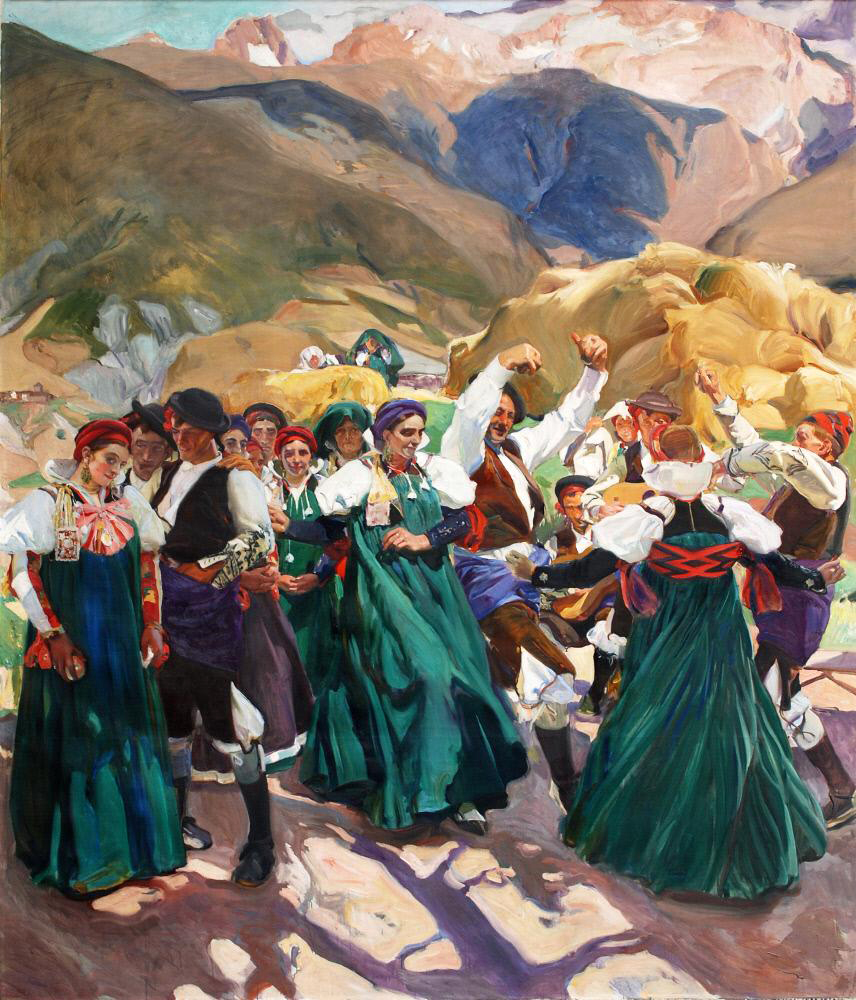
Quadro La Jota de Joaquín Sorolla (1863-1923)

O estilo da jota foi utilizado por muitos compositores não espanhóis em obras de inspiração espanhola:
- Maurice Ravel (francês, 1875-1937) incluiu compassos de jota na sua obra impressionista Rhapsodie espagnole, de 1907.

- Jules Massenet (francês, 1842-1912) e Georges Bizet (1838-1875) incluiram "sendas" "aragonaises", o primeiro em Le Cid e o segundo em Carmen (a entrada do 4º ato [aragonaise] é uma jota).

- Emmanuel Chabrier (francês, 1841-1894) na sinfonia de 1883 Espagne (ou España).

- Mikhail Glinka (russo, 1804-1857) usou o estilo da jota na sua obra de 1845 Jota Aragonesa.

- Franz Liszt (húngaro, 1811-1886) escreveu uma jota para piano.

- Camille Saint-Saëns (francês, 1835-1921) compôs a obra para orquestra Jota aragonaise em 1880

- Mily Balakirev (russo, 1837-1910) compôs uma jota para orquestra

- Raoul Laparra (francês, 1876-1943) compôs um ópera intitulada La Jota em 1911.

- José White (cubano, 1836-1918) compôs a La Jota Aragonesa.

## Jota aragonesa

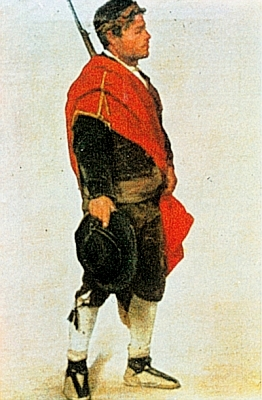
O jotero Pedro Nadal (el Royo del Rabal; "o russo/ruivo do arrabalde"; 1844-1905), em retrato de 1881

A jota aragonesa é a manifestação mais conhecida do folclore musical de Aragão. A sua origem é geralmente datada nos finais do século XVIII, atingindo o seu maior esplendor durante o século XIX, tendo o seu auge após a Guerra da Independência Espanhola (invasões napoleónicas). A sua bravata, a elegância das formas, a difícil execução dos seus passos de baile e a peculiar forma de cantar, fizeram com que a jota evoluísse e que desde o final do século XIX fosse levada para os palcos como espetáculo. A jota foi incluída em zarzuelas, filmes, coreografada para grandes festivais, levada a concursos, etc.
Os estilos de baile, ditos puros, por se terem conservado até aos nossos dias, são os correspondentes às zonas de Calanda, Alcañiz, Andorra, Albalate e Saragoça. Atualmente existem inúmeras coreografias modernas executadas pelos grupos folclóricos. Entre as mais populares podem citar-se a Jota de San Lorenzo (Huesca), Jota vieja, Aragón tierra bravía, Gigantes y cabezudos, La Dolores (as duas últimas pertencentes a zarzuelas com o mesmo nome), a Danza de la Olivera, entre outras.
Igualmente importantes são outras danças muito relacionadas com a jota, como os boleros do século XVIII, nomeadamente os de Alcañiz, Caspe e Sallent de Gállego, que embora tenham perdido popularidade ace à jota, foram muito populares. Esses boleros eram dançados acompanhados por dulzainas e tambores, como na "Jota Hurtada" de Albarracín. Outras danças singulares eram a gitanilla de Andorra, com fitas, hoje coreagrafada como "dança de Andorra", a dança dos lenços de Remolinos, ou as danças oitocentistas dos Pirenéus, como o cadril, o villano, a canastera ou o tin tan.
Dentre os cantores, destacam-se grandes joteros como Pedro Nadal (el Royo del Rabal; "o russo/ruivo do arrabalde"; 1844-1905), Mariano Malandía (el Tuerto de las Tenerías; "o zarolho dos curtumes"; 1847-1935), Juanito Pardo (1884-1944), Cecilio Navarro (1881-1969), Jesús Gracia, José Iranzo (el Pastor de Andorra; n. 1915) e José Oto, este último considerado o mais importante cantador de jota aragonesa. Dentre as vozes femininas podem assinalar-se as de Asunción Delmás (1867-1903), Pilar Gascón, Jacinta Bartolomé, Pascuala Perié (1901-1950), Felisa Galé ou Pilar de las Heras.

## Jota castelhana

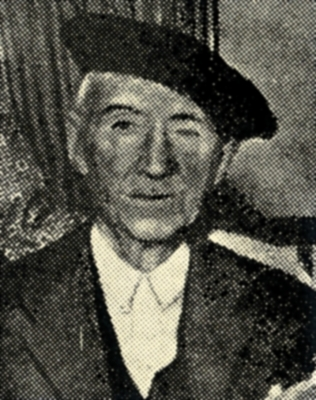
O jotero Mariano Malandía (el Tuerto de las Tenerías; "o zarolho dos curtumes"; 1847-1935)

A jota castelhana, quer de Castela e Leão, quer da Comunidade autónoma de Madrid, quer de Castela-Mancha, é normalmente acompanhada com guitarras, bandurrias, alaúdes, dulzaina e tambores. Os bailarinos dançam com as mãos mantendo as mãos acima da cabeça, por vezes acompanhando com castanholas. A jota castelhana dança-se com os característicos passos saltados, um pouco repicada. É mais sóbria e menos movimentada e airosa que a de Aragão. A música é frequentemente acompanhada de canções chamadas coplas. Essas canções podem falar de amor, de casamentos (neste caso aconselhando e elogiando os noivos), da vida e de religião, mas quase sempre se caracterizam por serem maliciosas, burlescas, carregadas de sentido de humor.
A jota manchega, típica da região, distingue-se por ter traços de dança de roda. Muitas jotas manchegas são conhecidas como Jota del Mantecado, pois era frequente cantá-las e bailá-las em datas próximas do Natal e outras datas festivas em que é tradição confecionar e consumir mantecados, bolos feitos com banha (manteca em castelhano).

## Jota navarra e riojana
Juntamente com as jotas aragonesas, as jotas de Navarra e da Rioja formam as famosas jotas do Ebro. Os joteros e joteras deste tipo de canto vestem-se com calças ou saias brancas, alpargatas igualmente brancas com fitas vermelhas, faixa vermelha, camisa branca e lenço vermelho.
As letras das canções são versos populares, em alguns casos referindo-se a temas do dia a dia tradicional das pessoas que as compuseram. Um exemplo são as "jotas à vindima" ou "cantos a Navarra". Outros temas são os familiares, os do campo, do amor e desamor. Normalmente a atuação é protagonizada por uma rondalla.
Há escolas de jota ao longo de todo o vale do Ebro na sua passagem pela Rioja e Navarra. Também é muito popular em Miranda de Ebro, Tudela e muitos outros locais. São realizados diversos concursos desta arte, considerada um expoente da cultura local.

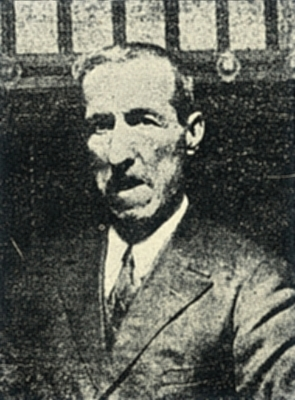
Santiago Lapuente (1855-1933), estudioso da jota aragonesa e ele próprio cantor de jotas

O formato habitual das jotas navarras e riojanas consta de quatro versos, dos quais se repetem três para chegar a um total de sete, segundo a ordem: a, b, a, c, d, d, b. Exemplo:
| “ | La que en Navarra se canta La jota más brava jota La que en Navarra se canta Es un manojo de rosas Que sale de mi garganta La jota más brava jota. | ” |

O jotero mais famoso da história da jota navarra foi Raimundo Lanas  (el ruiseñor navarro; "o rouxinol navarro"; 1908-1939), cujo êxito estravasou em muito a sua região, tendo atuado em Barcelona, Madrid, Cuba, México e Nova Iorque. Outros joteros de renome são Faico y Josefina, Julián Arina, Hermanas Flamariqué e Molviedro. Habitualmente os joteros organizam-se em grupos, dos quais os mais conhecidos são "Alma Navarra" (com as suas versões de "No te vayas de Navarra", "Pamplona, perla del norte" ou "Himno de Osasuna"), "Navarra Canta" ou "Montaña y Ribera", entre muitos outros.

## Jota valenciana
A jota valenciana faz lembrar os bailes de salão pelos seus movimentos cadenciados. Além da jota valenciana propriamente dita (de Valência), há outras localidades com os seus próprios tipos de jota, como a vallera em Tavernes de la Valldigna, a cofrentina em Cofrentes, la moixentina em Moixent, a de postiguet, a de Carlet ou de i dos ("e dois"), a de Villena, etc.

## A jota na Colômbia
Na Colômbia existe uma variante da jota em diversas regiões, a qual foi estudada pelo musicólogo colombiano Andrés Pardo Tovar.